# Họ Muỗm

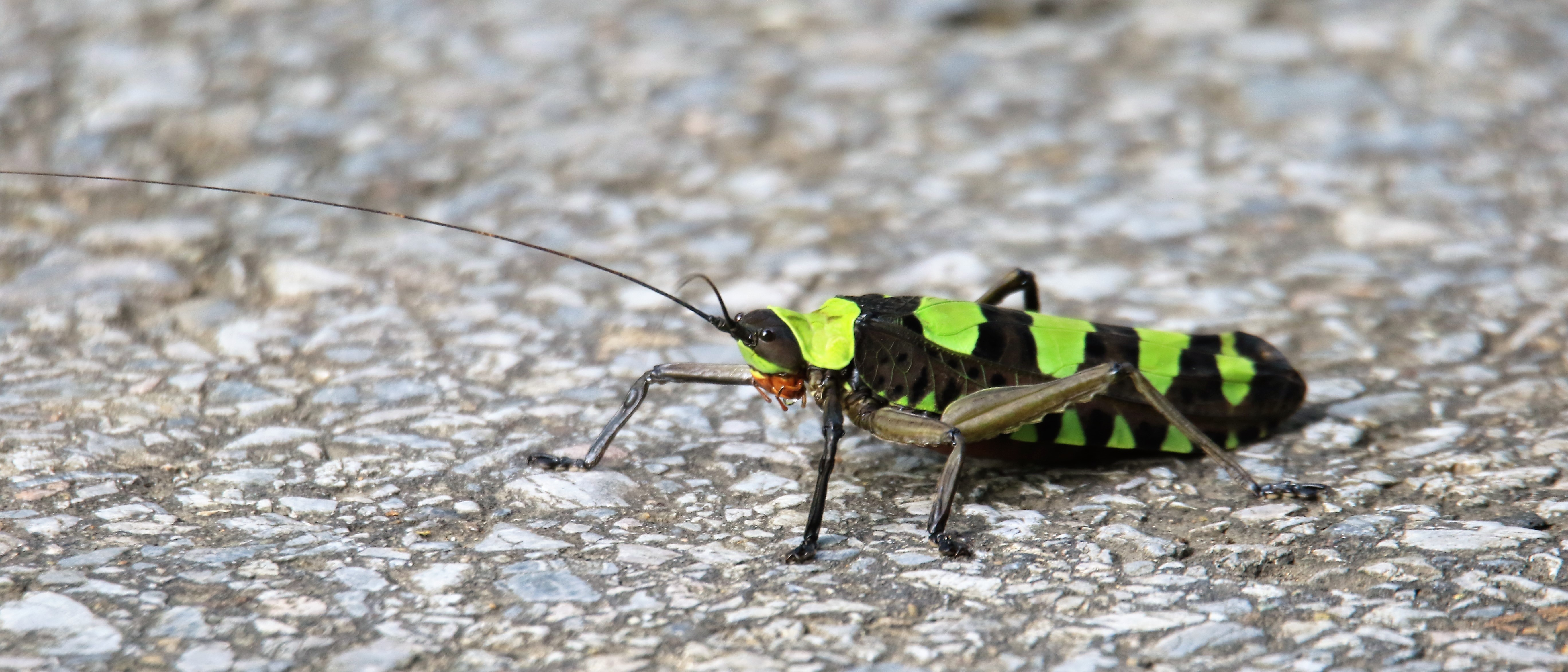
Muỗm tại vườn Quốc gia Ba Vì

Họ Muỗm, hay Vạc sành, Muồm muỗm, (danh pháp khoa học: Tettigoniidae) chứa trên 6.800 loài muỗm. Nó là một phần của phân bộ Ensifera (các loài có bộ phận sinh sản tựa như thanh kiếm), và là họ duy nhất trong siêu họ Tettigonoidea. Trong một số ngôn ngữ, chẳng hạn như tiếng Anh, người ta còn gọi nó là long-horned grasshopper nghĩa là châu chấu râu dài, hay bush-cricket nghĩa là dế bụi rậm. Xét về phân ngành thì muỗm là loài cận chủng với loài dế hơn là so với châu chấu.
Tại Bắc Mỹ, chúng có tên là katydid, một danh từ hài thanh nhại theo tiếng gáy của loài muỗm thuộc chi Pterophylla (nghĩa là "lá có cánh") sinh sống ở Bắc Mỹ. Muỗm đực có các cơ quan tạo âm nằm ở góc sau của cặp cánh trước. Khi gáy thì có tiếng như âm thanh "Katy did, Katy didn't", vì thế mà có tên gọi đó. Ở một số loài thì muỗm cái cũng có khả năng gáy.
Có thể phân biệt muỗm với châu chấu và cào cào dễ dàng căn cứ trên chiều dài của râu; râu muỗm thì dài, có thể dài hơn cả thân, trong khi các loài châu chấu thì râu tương đối ngắn.
Có khoảng 255 loài sinh sống ở Bắc Mỹ, nhưng phần lớn chúng sinh sống ở vùng nhiệt đới.
Thức ăn của muỗm là các loại lá, hoa, vỏ cây và hạt, nhưng một số loài là những động vật ăn thịt, chúng chỉ ăn sâu bọ, ốc sên hoặc thậm chí là cả các động vật có xương sống nhỏ, như rắn hay thằn lằn. Một số loài bị coi là động vật dịch hại, chuyên phá hoại mùa màng của một số loài cây trồng và người ta cần phun thuốc trừ sâu để hạn chế sự phát triển của chúng.

## Phân loại họ Muỗm
Tettigoniidae là một họ lớn và được chia thành một số phân họ:
- Acridoxeninae
- Agraeciinae
- Austrosaginae
- Bradyporinae
- Conocephalinae
- Copiphorinae
- Decticinae
- Ephippigerinae
- Hetrodinae
- Hexacentrinae
- Lipotactinae
- Listroscelidinae
- Meconematinae
- Mecopodinae
- Microtettigoniinae
- Phaneropterinae
- Phasmodinae
- Phyllophorinae
- Pseudophyllinae
- Pseudotettigoniinae
- Saginae
- Tettigoniinae
- Tympanophorinae
- Zaprochilinae

- Phân họ chưa xác định gồm các chi:
  - Arctolocusta
  - Hermoniana
  - Lithymnetes
  - Triassophyllum

## Hình ảnh

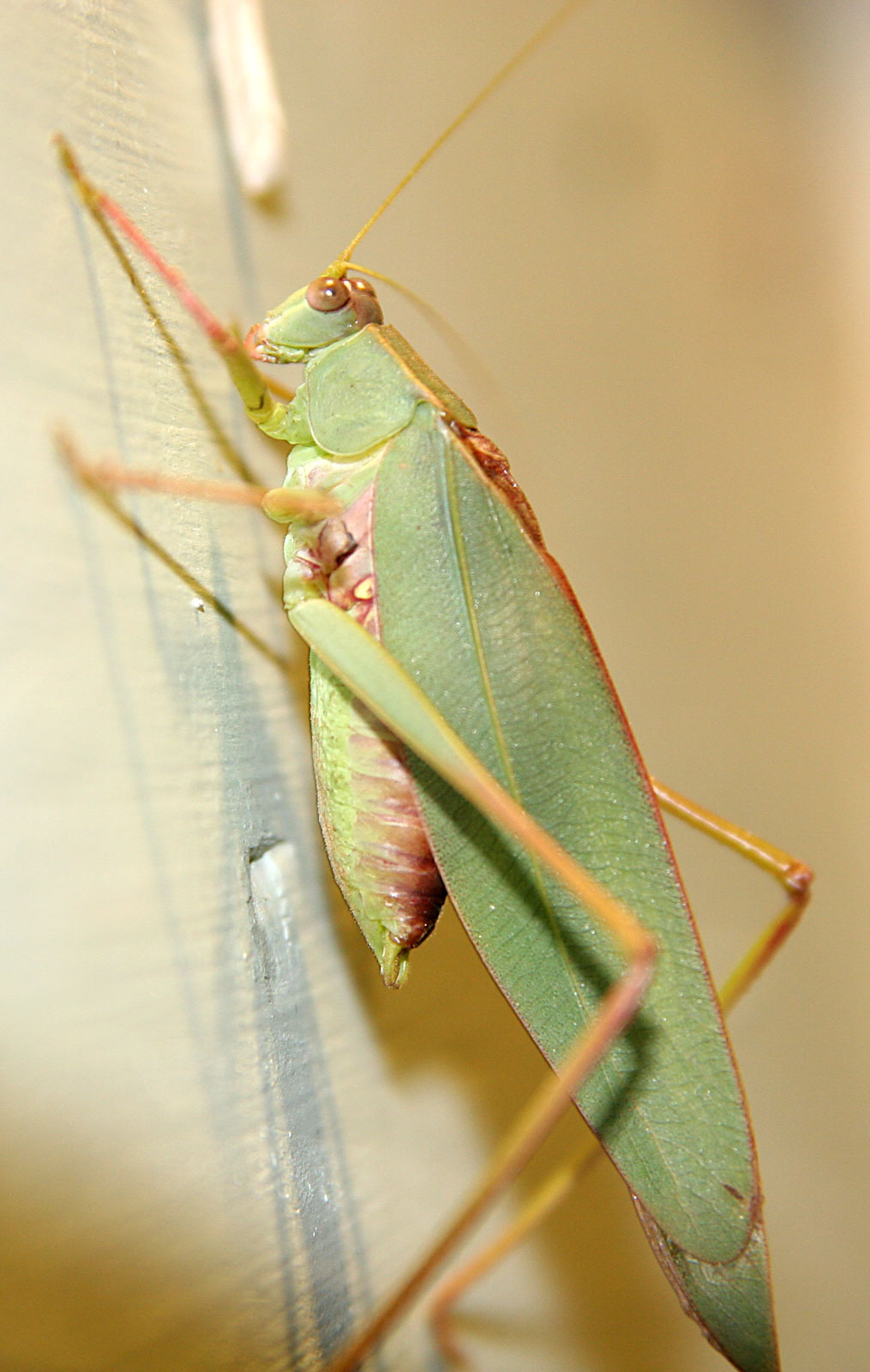
Con muỗm trên hòn đá
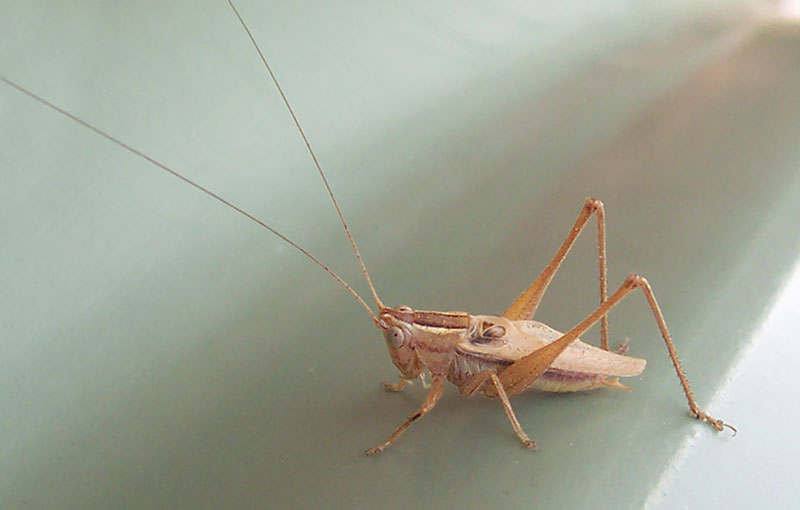
Râu dài của con muỗm
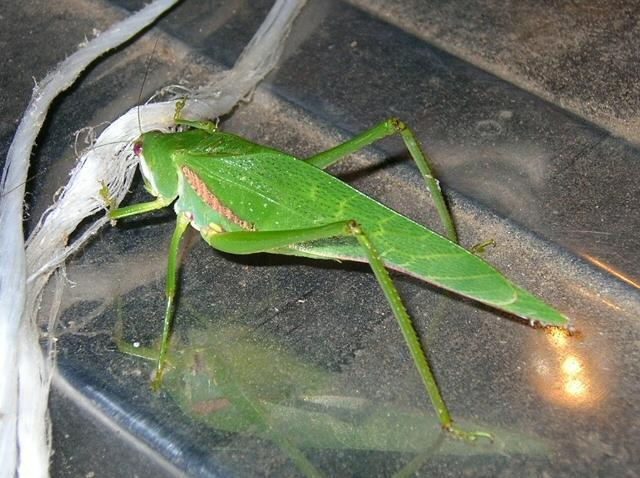
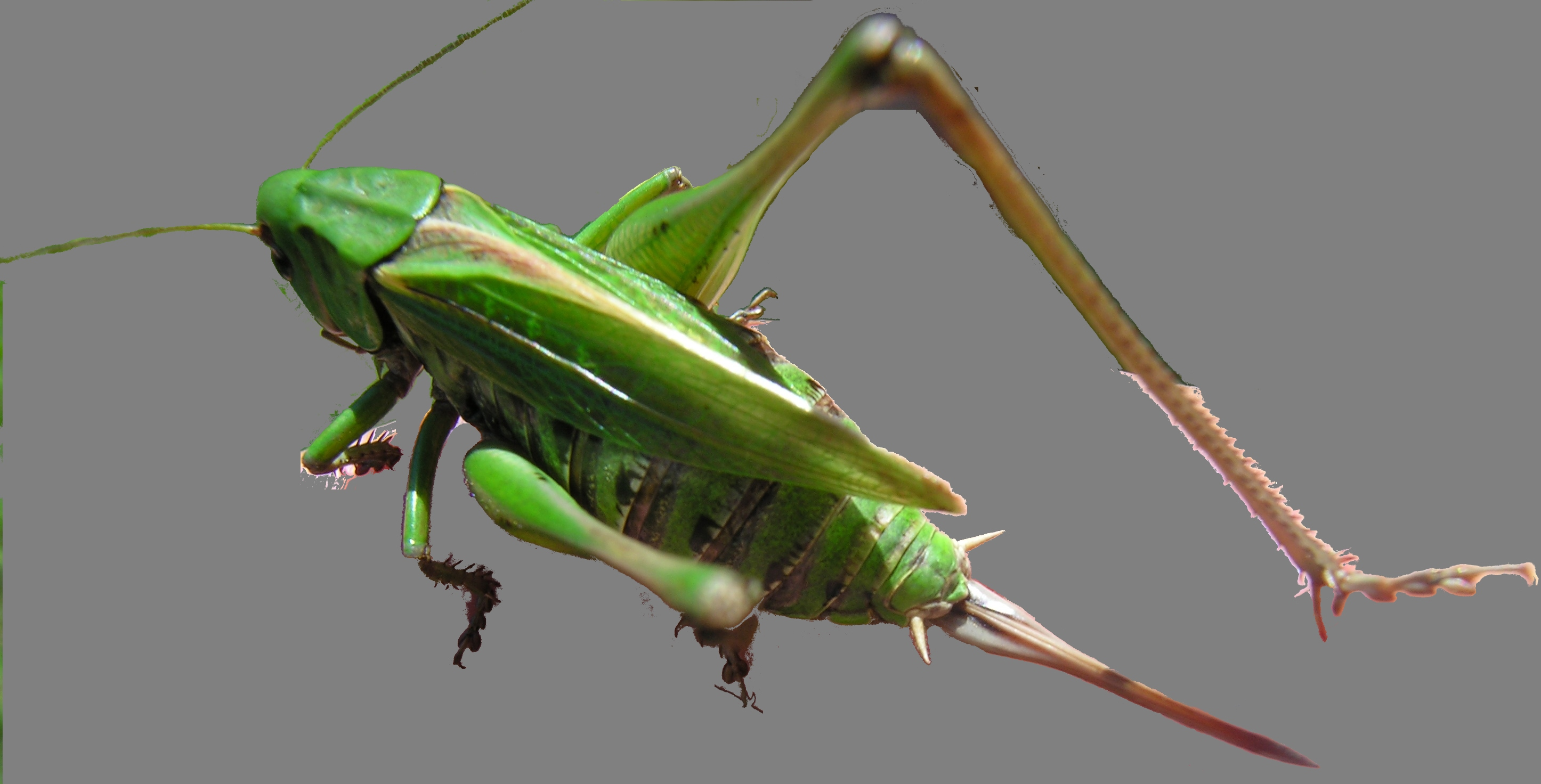
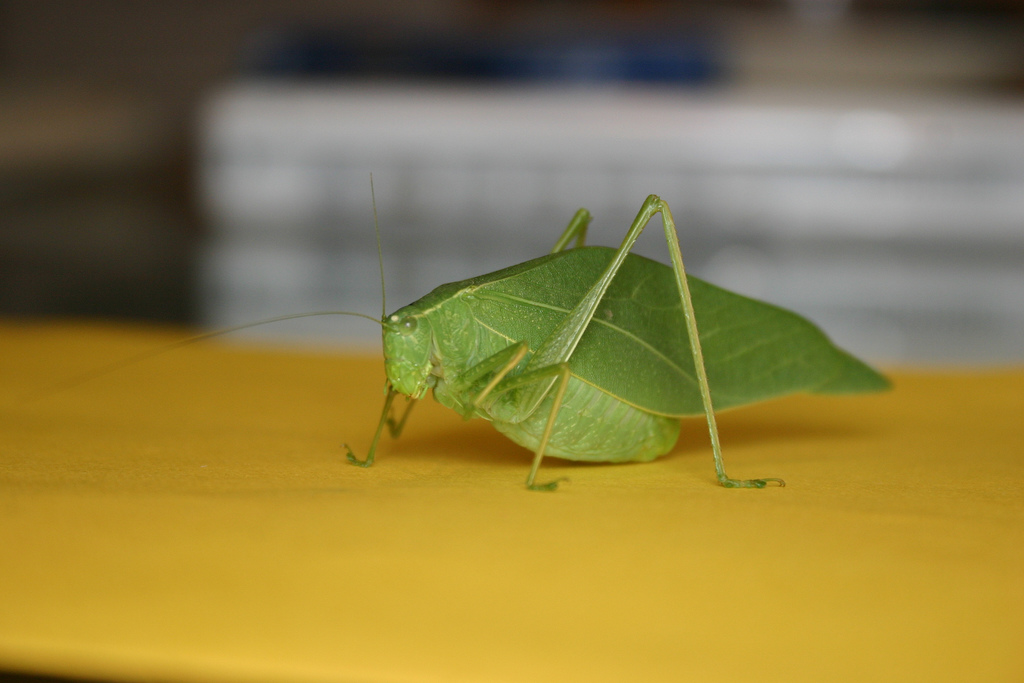